# Ciprian Marica
Ciprian Andrei Marica (Boekarest, 2 oktober 1985) is een Roemeens voormalig voetballer die als centrumspits speelde. Marica maakte in 2003 zijn debuut in het Roemeens voetbalelftal.

## Clubcarrière
Marica begon zijn voetbalcarrière op elfjarige leeftijd in zijn geboortestad bij Dinamo Boekarest. In de zomer van 2001 stapte hij over van het elftal onder 19 naar de A-selectie. In zijn eerste seizoen, de jaargang 2001/02, kwam Marica tot speelminuten in slechts twee competitiewedstrijden. Wel werd hij met zijn club landskampioen, evenals in het seizoen 2003/04 en werd tweemaal de Roemeense voetbalbeker gewonnen. In drie seizoen speelde Marica 23 wedstrijden voor Dinamo Boekarest. Op 24 september 2003 maakte hij zijn debuut in het Europese competitievoetbal in de eerste ronde van de UEFA Cup 2003/04 tegen zijn latere werkgever FC Sjachtar Donetsk. In 2004 maakte Marica de overstap naar die Oekraïense club, waar hij in zijn eerste seizoen in twaalf competitiewedstrijden vier doelpunten maakte en de Oekraïense beker won. Bij Sjachtar beleefde hij zijn meest actieve seizoen in 2006 en 2007, toen Marica zesmaal trefzeker was in de competitie (waarvan drie doelpunten in elk van de eerste drie speelrondes) en elf wedstrijden op internationaal niveau speelde, waaronder zes in de UEFA Champions League. Ciprian Marica maakte zijn eerste doelpunt in de Champions League op 27 september 2006 in het groepsduel tegen het Griekse Olympiakos Piraeus (2–2 gelijkspel), toen hij in de zeventigste minuut de eindstand bepaalde.

### Duitsland
Na het seizoen 2006/07 waren meerdere clubs uit West-Europa geïnteresseerd in een overname van Ciprian Marica: onder meer Derby County FC en Manchester City FC zouden interesse getoond hebben. Het was uiteindelijk de Duitse club VfB Stuttgart die Marica voor een bedrag van acht miljoen euro voor vier seizoenen contracteerde. Zijn debuut bij de club maakte hij in de Bundesliga op 10 augustus 2007 tegen FC Schalke 04. Trainer Armin Veh liet hem in de basis beginnen, centraal in de aanval naast Cacau; de wedstrijd eindigde in een 2–2 gelijkspel, waarbij in de 67ste minuut Marica een assist gaf aan Pável Pardo voor de 2–1. In zijn eerste seizoen bij Stuttgart kreeg de Roemeen geregeld speeltijd, met 28 optredens in de Bundesliga. Ook kwam hij voor de club uit in de Champions League: in de groepsfase speelde hij vier wedstrijden en was Marica trefzeker tegen Glasgow Rangers FC. Op aangeven van de Zwitser Ludovic Magnin schoot hij Stuttgart in de 85ste minuut naar een 3–2 voorsprong – tevens de eindstand. In de competitie was Marica slechts tweemaal trefzeker geweest, wat er toe leidde dat trainer Veh in het volgende seizoen Marica geen volledige duels meer liet spelen. Van de opvolger van Veh, Markus Babbel, die in november 2008 aantrad, kreeg Marica meer speeltijd, maar ook nu wist hij niet veel doelpunten te maken: vier in 27 competitiewedstrijden. Het seizoen 2009/10 begon matig: Babbel liet Marica de meeste wedstrijden in de Bundesliga bekijken vanaf de reservebank of nam hem niet op in de wedstrijdselectie. Op 6 december werd Christian Gross de nieuwe trainer van VfB Stuttgart; hij gunde Marica een nieuwe kans, mede door de afwezigheid van de geblesseerde Cacau. Twee weken later maakte hij zijn eerste doelpunt van het competitieseizoen in het met 3–1 gewonnen duel tegen TSG 1899 Hoffenheim. Sindsdien was hij weer een vaste kracht in het elftal van Stuttgart, en was hij de enige doelpuntenmaker tegen SC Freiburg (0–1 winst) en was hij belangrijk voor zijn club tegen Borussia Dortmund, toen hij zowel een doelpunt maakte als een assist gaf. Het seizoen 2009/10 sloot Marica af met zeven doelpunten in de laatste acht wedstrijden. In het volgende seizoen was hij meermaals in opspraak: zo schold hij in de wedstrijd op 27 november 2010 tegen Hamburger SV (4–2 verlies) scheidsrechter Wolfgang Stark uit, wat resulteerde in een boete van vijftigduizend euro van de clubleiding en een schorsing voor drie wedstrijden door de voetbalbond. De laatste maanden van het seizoen ontbrak hij in de selectie, omdat de clubleiding vond dat Marica zich verheven zou achten boven de spelersgroep. Hoewel zijn contract bij Stuttgart liep tot 20 juni 2012, werd het in juli 2011 ontbonden. De club besloot Marica's carrière bij VfB Stuttgart per direct te beëindigen.
Ciprian Marica tekende op 28 juli 2011 transfervrij een contract voor twee jaar bij FC Schalke 04, hoewel er ook interesse in hem was bij clubs als Olympique Marseille, Paris Saint-Germain, Blackburn Rovers FC en Lokomotiv Moskou. Zijn debuut voor de club volgde op 13 augustus in de thuiswedstrijd tegen 1. FC Köln (5–1 winst); na 82 minuten speeltijd verving Marica bij een 4–1 tussenstand de Spanjaard Raúl González Blanco. Bij Schalke kwam hij in zijn eerste seizoen tot speelminuten in 21 competitiewedstrijden; zijn enige doelpunten in die duels (twee) maakte hij op 28 januari 2012 in de tweede wedstrijd tegen FC Köln (1–4 winst). In Europa was Marica wel actief: hij kwam elfmaal in actie, maakte één doelpunt en gaf vier assists. Zijn tweede seizoen bij de club uit Gelsenkirchen leverde niet meer speeltijd op. Door een spierblessure miste hij de eerste twee maanden van het competitieseizoen 2012/13; na zijn herstel kreeg hij een basisplaats naast Klaas-Jan Huntelaar, omdat trainer Jens Keller koos voor een tweespitsensysteem. In januari 2013 liep hij echter een knieblessure op, waardoor hij weer wekenlang was uitgeschakeld.

### Spanje, Turkije en terugkeer in Roemenië
Marica's contract bij FC Schalke 04 werd niet verlengd. In de zomer van 2013 zouden meerdere Europese clubs in hem geïnteresseerd zijn, waaronder Arsenal FC, Tottenham Hotspur FC, West Ham United FC, Rayo Vallecano, SS Lazio, FC Internazionale Milano en ook Marica's voormalige werkgever Sjachtar Donetsk. Hij koos echter geen van deze clubs, maar tekende een contract bij Getafe CF voor een toen nog onbepaalde periode. Ciprian Marica maakte zijn debuut bij Getafe op 6 oktober tegen Real Betis (3–1 winst) en kwam uiteindelijk in het seizoen 2013/14 27 keer in actie in de Primera División en was zesmaal trefzeker. Na één jaargang in Spanje gespeeld te hebben, vertrok hij in juli 2014 transfervrij naar het Turkse Konyaspor, waar hij een contract tekende tot juni 2016. In oktober 2015 liet hij zijn contract ontbinden. Begin 2016 ging hij voor een half jaar voor Steaua Boekarest spelen. Op 31 oktober 2016 kondigde Marica vanwege aanhoudende blessures het einde van zijn spelersloopbaan aan.

## Interlandcarrière
Ciprian Marica maakte zijn debuut in het Roemeens voetbalelftal in een oefeninterland op 16 november 2003 in en tegen Italië, die onder leiding stond van de arbiter die Marica in november 2010 zou uitschelden. Hij verving in de 81ste minuut Daniel Pancu, maar wist de 1–0 achterstand en eindstand niet meer te verhelpen. Praktisch een jaar later, op 17 november 2004, maakte hij zijn eerste interlanddoelpunt in de kwalificatiewedstrijd voor het wereldkampioenschap voetbal 2006 tegen Armenië (1–1 gelijkspel). Met zijn land wist Marica zich te kwalificeren voor het Europees kampioenschap voetbal 2008, waar Roemenië in een groep geplaatst werd met Frankrijk, Italië en Nederland. Hijzelf kwam op het toernooi niet in actie door een hersenschudding, die hij had opgelopen op een training met het nationaal elftal. Sindsdien wist Marica zich met zijn land niet meer voor een toernooi te kwalificeren. Zijn 49ste interland, een vriendschappelijke wedstrijd op 7 juni 2011 in São Paulo tegen Brazilië (1–0 verlies), was zijn eerste wedstrijd als aanvoerder van het nationaal elftal van Roemenië. Op 4 juni 2013 maakte hij zijn enige hattrick voor Roemenië, in een oefeninterland tegen Trinidad en Tobago (4–0).

## Spelersstatistieken

### Overzicht als clubspeler
| seizoen | club             | land      | competitie       | wedstrijden | doelpunten |
| ------- | ---------------- | --------- | ---------------- | ----------- | ---------- |
| 2001/02 | Dinamo Boekarest | Roemenië  | Divizia A        | 2           | 0          |
| 2002/03 | Dinamo Boekarest | Roemenië  | Divizia A        | 11          | 1          |
| 2003/04 | Dinamo Boekarest | Roemenië  | Divizia A        | 10          | 3          |
| 2003/04 | Sjachtar Donetsk | Oekraïne  | Vysjtsja Liha    | 12          | 4          |
| 2004/05 | Sjachtar Donetsk | Oekraïne  | Vysjtsja Liha    | 16          | 2          |
| 2005/06 | Sjachtar Donetsk | Oekraïne  | Vysjtsja Liha    | 21          | 4          |
| 2006/07 | Sjachtar Donetsk | Oekraïne  | Vysjtsja Liha    | 23          | 6          |
| 2007/08 | Sjachtar Donetsk | Oekraïne  | Vysjtsja Liha    | 1           | 0          |
| 2007/08 | VfB Stuttgart    | Duitsland | Bundesliga       | 28          | 2          |
| 2008/09 | VfB Stuttgart    | Duitsland | Bundesliga       | 27          | 4          |
| 2009/10 | VfB Stuttgart    | Duitsland | Bundesliga       | 25          | 10         |
| 2010/11 | VfB Stuttgart    | Duitsland | Bundesliga       | 13          | 3          |
| 2011/12 | FC Schalke 04    | Duitsland | Bundesliga       | 21          | 2          |
| 2012/13 | FC Schalke 04    | Duitsland | Bundesliga       | 13          | 3          |
| 2013/14 | Getafe CF        | Spanje    | Primera División | 27          | 6          |
| 2014/15 | Konyaspor        | Turkije   | Süper Lig        | 6           | 1          |
| 2015/16 | Konyaspor        | Turkije   | Süper Lig        | 1           | 0          |
| 2015/16 | Steaua Boekarest | Roemenië  | Liga I           | 6           | 0          |

### Overzicht als interlandspeler
| Interlands van Ciprian Marica voor Roemenië | Interlands van Ciprian Marica voor Roemenië | Interlands van Ciprian Marica voor Roemenië | Interlands van Ciprian Marica voor Roemenië | Interlands van Ciprian Marica voor Roemenië | Interlands van Ciprian Marica voor Roemenië | Interlands van Ciprian Marica voor Roemenië |
| №                                           | Datum                                       | Wedstrijd                                   | Uitslag                                     | Soort wedstrijd                             | Doelpunten                                  |                                             |
| Als speler bij Dinamo Boekarest             | Als speler bij Dinamo Boekarest             | Als speler bij Dinamo Boekarest             | Als speler bij Dinamo Boekarest             | Als speler bij Dinamo Boekarest             | Als speler bij Dinamo Boekarest             | Als speler bij Dinamo Boekarest             |
| ------------------------------------------- | ------------------------------------------- | ------------------------------------------- | ------------------------------------------- | ------------------------------------------- | ------------------------------------------- | ------------------------------------------- |
| 1.                                          | 16 november 2003                            | Italië – Roemenië                           | 1 – 0                                       | Vriendschappelijk                           |                                             |                                             |
| Als speler bij Sjachtar Donetsk             |                                             |                                             |                                             |                                             |                                             |                                             |
| 2.                                          | 4 september 2004                            | Roemenië – Macedonië                        | 2 – 1                                       | Kwalificatie WK 2006                        |                                             |                                             |
| 3.                                          | 8 september 2004                            | Andorra – Roemenië                          | 1 – 5                                       | Kwalificatie WK 2006                        |                                             |                                             |
| 4.                                          | 9 oktober 2004                              | Tsjechië – Roemenië                         | 1 – 0                                       | Kwalificatie WK 2006                        |                                             |                                             |
| 5.                                          | 17 november 2004                            | Armenië – Roemenië                          | 1 – 1                                       | Kwalificatie WK 2006                        | 28'                                         |                                             |
| 6.                                          | 16 augustus 2006                            | Roemenië – Cyprus                           | 2 – 0                                       | Vriendschappelijk                           |                                             |                                             |
| 7.                                          | 2 september 2006                            | Roemenië – Bulgarije                        | 2 – 2                                       | Kwalificatie EK 2008                        | 55'                                         |                                             |
| 8.                                          | 6 september 2006                            | Albanië – Roemenië                          | 0 – 2                                       | Kwalificatie EK 2008                        |                                             |                                             |
| 9.                                          | 7 oktober 2006                              | Roemenië – Wit-Rusland                      | 3 – 1                                       | Kwalificatie EK 2008                        | 9'                                          |                                             |
| 10.                                         | 15 november 2006                            | Spanje – Roemenië                           | 0 – 1                                       | Vriendschappelijk                           | 59'                                         |                                             |
| 11.                                         | 7 februari 2007                             | Roemenië – Moldavië                         | 2 – 0                                       | Vriendschappelijk                           |                                             |                                             |
| 12.                                         | 24 maart 2007                               | Nederland – Roemenië                        | 0 – 0                                       | Kwalificatie EK 2008                        |                                             |                                             |
| 13.                                         | 28 maart 2007                               | Roemenië – Luxemburg                        | 3 – 0                                       | Kwalificatie EK 2008                        | 90'                                         |                                             |
| 14.                                         | 2 juni 2007                                 | Slovenië – Roemenië                         | 1 – 2                                       | Kwalificatie EK 2008                        |                                             |                                             |
| 15.                                         | 6 juni 2007                                 | Roemenië – Slovenië                         | 2 – 0                                       | Kwalificatie EK 2008                        |                                             |                                             |
| Als speler bij VfB Stuttgart                |                                             |                                             |                                             |                                             |                                             |                                             |
| 16.                                         | 22 augustus 2007                            | Roemenië – Turkije                          | 2 – 0                                       | Vriendschappelijk                           |                                             |                                             |
| 17.                                         | 12 september 2007                           | Duitsland – Roemenië                        | 3 – 1                                       | Vriendschappelijk                           |                                             |                                             |
| 18.                                         | 13 oktober 2007                             | Roemenië – Nederland                        | 1 – 0                                       | Kwalificatie EK 2008                        |                                             |                                             |
| 19.                                         | 17 oktober 2007                             | Luxemburg – Roemenië                        | 0 – 2                                       | Kwalificatie EK 2008                        | 61'                                         |                                             |
| 20.                                         | 17 november 2007                            | Bulgarije – Roemenië                        | 1 – 0                                       | Kwalificatie EK 2008                        |                                             |                                             |
| 21.                                         | 21 november 2007                            | Roemenië – Albanië                          | 6 – 1                                       | Kwalificatie EK 2008                        | 71' (pen.)                                  |                                             |
| 22.                                         | 6 februari 2008                             | Israël – Roemenië                           | 1 – 0                                       | Vriendschappelijk                           |                                             |                                             |
| 23.                                         | 26 maart 2008                               | Roemenië – Rusland                          | 3 – 0                                       | Vriendschappelijk                           | 45'                                         |                                             |
| 24.                                         | 31 mei 2008                                 | Roemenië – Montenegro                       | 4 – 0                                       | Vriendschappelijk                           |                                             |                                             |
| 25.                                         | 20 augustus 2008                            | Roemenië – Letland                          | 1 – 0                                       | Vriendschappelijk                           |                                             |                                             |
| 26.                                         | 6 september 2008                            | Roemenië – Litouwen                         | 0 – 3                                       | Kwalificatie WK 2010                        |                                             |                                             |
| 27.                                         | 11 oktober 2008                             | Roemenië – Frankrijk                        | 2 – 2                                       | Kwalificatie WK 2010                        |                                             |                                             |
| 28.                                         | 19 november 2008                            | Roemenië – Georgië                          | 2 – 1                                       | Vriendschappelijk                           | 62'                                         |                                             |
| 29.                                         | 11 februari 2009                            | Roemenië – Kroatië                          | 1 – 2                                       | Vriendschappelijk                           | 21'                                         |                                             |
| 30.                                         | 28 maart 2009                               | Roemenië – Servië                           | 2 – 3                                       | Kwalificatie WK 2010                        | 50'                                         |                                             |
| 31.                                         | 1 april 2009                                | Oostenrijk – Roemenië                       | 2 – 1                                       | Kwalificatie WK 2010                        |                                             |                                             |
| 32.                                         | 6 juni 2009                                 | Litouwen – Roemenië                         | 0 – 1                                       | Kwalificatie WK 2010                        | 38'                                         |                                             |
| 33.                                         | 12 augustus 2009                            | Hongarije – Roemenië                        | 0 – 1                                       | Vriendschappelijk                           |                                             |                                             |
| 34.                                         | 5 september 2009                            | Frankrijk – Roemenië                        | 1 – 1                                       | Kwalificatie WK 2010                        |                                             |                                             |
| 35.                                         | 9 september 2009                            | Roemenië – Oostenrijk                       | 1 – 1                                       | Kwalificatie WK 2010                        |                                             |                                             |
| 36.                                         | 10 oktober 2009                             | Servië – Roemenië                           | 5 – 0                                       | Kwalificatie WK 2010                        |                                             |                                             |
| 37.                                         | 14 oktober 2009                             | Roemenië – Faeröer                          | 3 – 1                                       | Kwalificatie WK 2010                        |                                             |                                             |
| 38.                                         | 14 november 2009                            | Polen – Roemenië                            | 0 – 1                                       | Vriendschappelijk                           |                                             |                                             |
| 39.                                         | 3 maart 2010                                | Roemenië – Israël                           | 0 – 2                                       | Vriendschappelijk                           |                                             |                                             |
| 40.                                         | 11 augustus 2010                            | Turkije – Roemenië                          | 2 – 0                                       | Vriendschappelijk                           |                                             |                                             |
| 41.                                         | 3 september 2010                            | Roemenië – Albanië                          | 1 – 1                                       | Kwalificatie EK 2012                        |                                             |                                             |
| 42.                                         | 7 september 2010                            | Wit-Rusland – Roemenië                      | 0 – 0                                       | Kwalificatie EK 2012                        |                                             |                                             |
| 43.                                         | 9 oktober 2010                              | Frankrijk – Roemenië                        | 2 – 0                                       | Kwalificatie EK 2012                        |                                             |                                             |
| 44.                                         | 17 november 2010                            | Italië – Roemenië                           | 1 – 1                                       | Vriendschappelijk                           | 34'                                         |                                             |
| 45.                                         | 9 februari 2011                             | Cyprus – Roemenië                           | 1 – 1                                       | Vriendschappelijk                           |                                             |                                             |
| 46.                                         | 26 maart 2011                               | Bosnië en Herzegovina – Roemenië            | 2 – 1                                       | Kwalificatie EK 2012                        | 29'                                         |                                             |
| 47.                                         | 29 maart 2011                               | Roemenië – Luxemburg                        | 3 – 1                                       | Kwalificatie EK 2012                        |                                             |                                             |
| 48.                                         | 3 juni 2011                                 | Roemenië – Bosnië en Herzegovina            | 3 – 0                                       | Kwalificatie EK 2012                        | 41', 55'                                    |                                             |
| 49.                                         | 7 juni 2011                                 | Brazilië – Roemenië                         | 1 – 0                                       | Vriendschappelijk                           |                                             |                                             |
| Als speler bij FC Schalke 04                |                                             |                                             |                                             |                                             |                                             |                                             |
| 50.                                         | 2 september 2011                            | Luxemburg – Roemenië                        | 0 – 2                                       | Kwalificatie EK 2012                        |                                             |                                             |
| 51.                                         | 6 september 2011                            | Roemenië – Frankrijk                        | 0 – 0                                       | Kwalificatie EK 2012                        |                                             |                                             |
| 52.                                         | 7 oktober 2011                              | Roemenië – Wit-Rusland                      | 2 – 2                                       | Kwalificatie EK 2012                        |                                             |                                             |
| 53.                                         | 11 oktober 2011                             | Albanië – Roemenië                          | 1 – 1                                       | Kwalificatie EK 2012                        |                                             |                                             |
| 54.                                         | 29 februari 2012                            | Roemenië – Uruguay                          | 1 – 1                                       | Vriendschappelijk                           |                                             |                                             |
| 55.                                         | 15 augustus 2012                            | Slovenië – Roemenië                         | 4 – 3                                       | Vriendschappelijk                           |                                             |                                             |
| 56.                                         | 7 september 2012                            | Estland – Roemenië                          | 0 – 2                                       | Kwalificatie WK 2014                        | 75'                                         |                                             |
| 57.                                         | 11 september 2012                           | Roemenië – Andorra                          | 4 – 0                                       | Kwalificatie WK 2014                        |                                             |                                             |
| 58.                                         | 12 oktober 2012                             | Turkije – Roemenië                          | 0 – 1                                       | Kwalificatie WK 2014                        |                                             |                                             |
| 59.                                         | 16 oktober 2012                             | Roemenië – Nederland                        | 1 – 4                                       | Kwalificatie WK 2014                        | 40'                                         |                                             |
| 60.                                         | 14 november 2012                            | Roemenië – België                           | 2 – 1                                       | Vriendschappelijk                           |                                             |                                             |
| 61.                                         | 4 juni 2013                                 | Roemenië – Trinidad en Tobago               | 4 – 0                                       | Vriendschappelijk                           | 31', 33', 81'                               |                                             |
| Als speler zonder club                      |                                             |                                             |                                             |                                             |                                             |                                             |
| 62.                                         | 14 augustus 2013                            | Roemenië – Slowakije                        | 1 – 1                                       | Vriendschappelijk                           |                                             |                                             |
| 63.                                         | 6 september 2013                            | Roemenië – Hongarije                        | 3 – 0                                       | Kwalificatie WK 2014                        | ?'                                          |                                             |
| 64.                                         | 10 september 2013                           | Roemenië – Turkije                          | 0 – 2                                       | Kwalificatie WK 2014                        |                                             |                                             |
| Als speler bij Getafe CF                    |                                             |                                             |                                             |                                             |                                             |                                             |
| 65.                                         | 11 oktober 2013                             | Andorra – Roemenië                          | 0 – 4                                       | Kwalificatie WK 2014                        |                                             |                                             |
| 66.                                         | 15 oktober 2013                             | Roemenië – Estland                          | 2 – 0                                       | Kwalificatie WK 2014                        | 30' (pen.), 81'                             |                                             |
| 67.                                         | 15 november 2013                            | Griekenland – Roemenië                      | 3 – 1                                       | Kwalificatie WK 2014                        |                                             |                                             |
| 68.                                         | 19 november 2013                            | Roemenië – Griekenland                      | 1 – 1                                       | Kwalificatie WK 2014                        |                                             |                                             |
| 69.                                         | 5 maart 2014                                | Roemenië – Argentinië                       | 0 – 0                                       | Vriendschappelijk                           |                                             |                                             |
| 70.                                         | 31 mei 2014                                 | Albanië – Roemenië                          | 0 – 1                                       | Vriendschappelijk                           |                                             |                                             |
| 71.                                         | 4 juni 2014                                 | Algerije – Roemenië                         | 2 – 1                                       | Vriendschappelijk                           |                                             |                                             |
| Als speler bij Konyaspor                    |                                             |                                             |                                             |                                             |                                             |                                             |
| 72.                                         | 7 september 2014                            | Griekenland – Roemenië                      | 0 – 1                                       | Kwalificatie EK 2016                        | 10' (pen.)                                  |                                             |

## Erelijst
Dinamo Boekarest
- Liga 1

2002, 2004
- Cupa României

2003
Sjachtar Donetsk
- Premjer Liha

2005, 2006
- Oekraïense voetbalbeker

2004
- Oekraïense supercup

2005
- Steaua Boekarest
- Cupa Ligii

2016